# Feliksas Bartkus
Feliksas Bartkus (* 28. August 1894 in Griškabūdis, Gouvernement Suwałki, Kongresspolen, heute Litauen; † 6. März 1973 in Dallas, Texas, USA) war ein litauischer römisch-katholischer Geistlicher, Rektor am Priesterseminar Vilkaviškis und Theologe.

## Leben
Ab 1911 studierte Bartkus am Priesterseminar Seinai und danach ab 1916 an der Sankt Petersburger Römisch-Katholischen Theologischen Akademie, wo er die Priesterweihe empfing. Ab 1918 studierte er in Rom, wo er 1921 in Theologie promoviert wurde. Ab 1922 war er Professor an den Priesterseminaren in Seinai und ab 1926 in Vilkaviškis. Von 1938 bis 1944 war er Regens am Priesterseminar in Vilkaviškis. Ab 1950 lebte er in den USA.

## Veröffentlichungen
- „Kasdien su Dievu ir šventaisiais“. (3 t., 1936 – 37)
- „Su besimeldžiančia Bažnyčia“. (3 t., 1938 – 40)
- „Dievas ir žmogus“. (kartu su kanauninku Petru Aleksa, 1953)
- „Skelbk žodį“. (Pamoksliukai sekmadieniams ir privalomosioms šventėms, Putname, Conn., 1957)
- „Kunigo paveikslai“. (Vertė prel. dr. Feliksas Bartkus, Immacula – ta Press, Putname 1962)
- „Mano kelias prie altoriaus“. (Chicago, 1967)